# Cửa khẩu Bản Vược
Cửa khẩu Bản Vược là cửa khẩu tại vùng đất bản Vược xã Bản Vược huyện Bát Xát tỉnh Lào Cai, Việt Nam .
Cửa khẩu Bản Vược thông thương với cửa khẩu Ba Sa tỉnh Vân Nam, Trung Quốc bằng phà qua sông Hồng .

## Hoạt động
Cửa khẩu Bản Vược có điều kiện giao thông chưa thuận lợi, phải qua sông bằng phà, nên trao đổi chủ yếu là hàng nông sản. Việc xuất nhập khẩu ấm lạnh tùy theo mùa vụ, và đôi lúc ùn ứ vì nhu cầu của hai bên không khớp nhau .

## Tai nạn trên sông 3/2018
Sáng ngày 11/03/2018 tại cửa khẩu đã xảy ra vụ tai nạn nghiêm trọng làm 9 người chết. Sự việc xảy ra khi một công ty ở Lào Cai làm dịch vụ tái xuất hàng hóa cho Công ty Cổ phần cung ứng tàu biển Quảng Ninh. Sau khi bàn giao xong hàng hóa cho phía Trung Quốc, các sà lan có chở lao động bốc vác ra về thì 1 chiếc hỏng máy nên tìm cách sửa chữa. Trong lúc đang khắc phục sự cố, số lao động này phát hiện sự xuất hiện của lực lượng chức năng phía Trung Quốc nên đã vội vã nhảy xuống sông để bơi về bờ phía Việt Nam. Nhưng không may nhiều người trong số này không có kinh nghiệm bơi trên sông rộng nên đã gặp nạn .